# Bedum (plaats)
Bedum (Gronings: Beem) is een plaats in de gemeente Het Hogeland in de provincie Groningen in Nederland. Bedum was tot eind 2018 de hoofdplaats van de gelijknamige gemeente. Het dorp ligt ongeveer 7 km ten noorden van de stad Groningen en is gelegen aan de spoorlijn Groningen - Delfzijl en aan het Boterdiep.
Het dorp is door de gemeente (en daarmee het CBS) niet opgenomen in een buurt, maar is verdeeld over vijf buurten "Bedum Noord - West", "Bedum Noord - Oost", "Bedum Zuid - Oost", "Bedum Zuid" en "Bedum West". In 2023 telden deze buurten in totaal 8450 inwoners. Het buitengebied van Bedum (een aparte buurt) telde toen 435 inwoners. Gezamenlijk telde de BAG-woonplaats (en postcodegebied) Bedum daarmee 8.885 inwoners.

## Geschiedenis
Bedum is omstreeks de 10e eeuw ontstaan op twee lage wierden in het veenontginningsgebied. De legende van de heilige Walfridus van Bedum verhaalt hoe deze edelman omstreeks het jaar 1000 leiding gaf aan de ontginningsactiviteiten in de streek. De ontginners kwamen vermoedelijk uit de omgeving van Warffum en Middelstum-Kantens, waar het verkavelingspatroon zijn aanvang neemt. Daarnaast is ook het gebied van Sauwerdwold aan het kerspel Bedum toegevoegd.
De naam Bethdum wordt voor het eerst vermeld in 1214, als Olivier van Keulen hier oproept deel te nemen aan een kruistocht. Bedum is dan al een centrumplaats. De naam is wellicht ontstaan uit Bedahem 'woonplaats van Beda'. Vanaf het einde van de 10e eeuw wordt ook een dorp Bedorouualda vermeld, dat is het wold van Bedum, waarvan de inwoners Bederawaldmanna worden genoemd. Het achtervoegsel -wolde duidt erop dat we te maken hebben met ontgonnen wildernis. Later splitsten de kerkdorpen Oostbedumerwolde en Ellerhuizen zich af. Rond 1475 was Astarabederwalda nog zelfstandig, ruim dertig jaar later niet meer. Wel bleef de school van dit dorp nog geruime tijd bestaan. De parochie van Ellerhuizen was al eerder samengegaan met het moederdorp. In de 16e eeuw werd verder een deel van Lutjewolde bij Bedum gevoegd.

### Zuivelfabriek
De skyline van het dorp wordt gedomineerd door de gebouwen van de noordelijk van de dorpskern gelegen zuivelfabriek, die hier in 1921 werd gesticht door een coöperatie van fabrieken uit het Hogeland. De gebouwen werden destijds ontworpen door de gebroeders G. en W. Wierenga uit Coevorden. Naast de fabriek kwam een directeurswoning van dezelfde architecten. Dat gebouw werd in 2008 gesloopt om plaats te maken voor een uitbreiding van de fabriek, nadat de financiering van plannen om het in z'n geheel te verplaatsen niet rond kwam. De fabriek is meerdere malen uitgebreid. Voor een toekomstige uitbreiding werd in 2018 aanvankelijk aangestuurd op het omleggen van het Boterdiep, maar hiertegen is vanuit de bevolking veel protest gerezen.

### Asielzoekerscentrum
De gemeente Hogeland wil in het najaar van 2025 een definitief besluit om een permanent AZC te vestigen in het dorp. Hier worden dan in 2029 350 mensen opgevangen. In te nemen over de locatie van het reguliere azc. De planning is dat het reguliere azc in de zomer van 2029 gereed is. Hier zullen maximaal 350 bewoners worden opgevangen. Eind maart 2025 werden de eerste informatiebijeenkomsten georganiseerd.

## Kerken

### Walfriduskerk

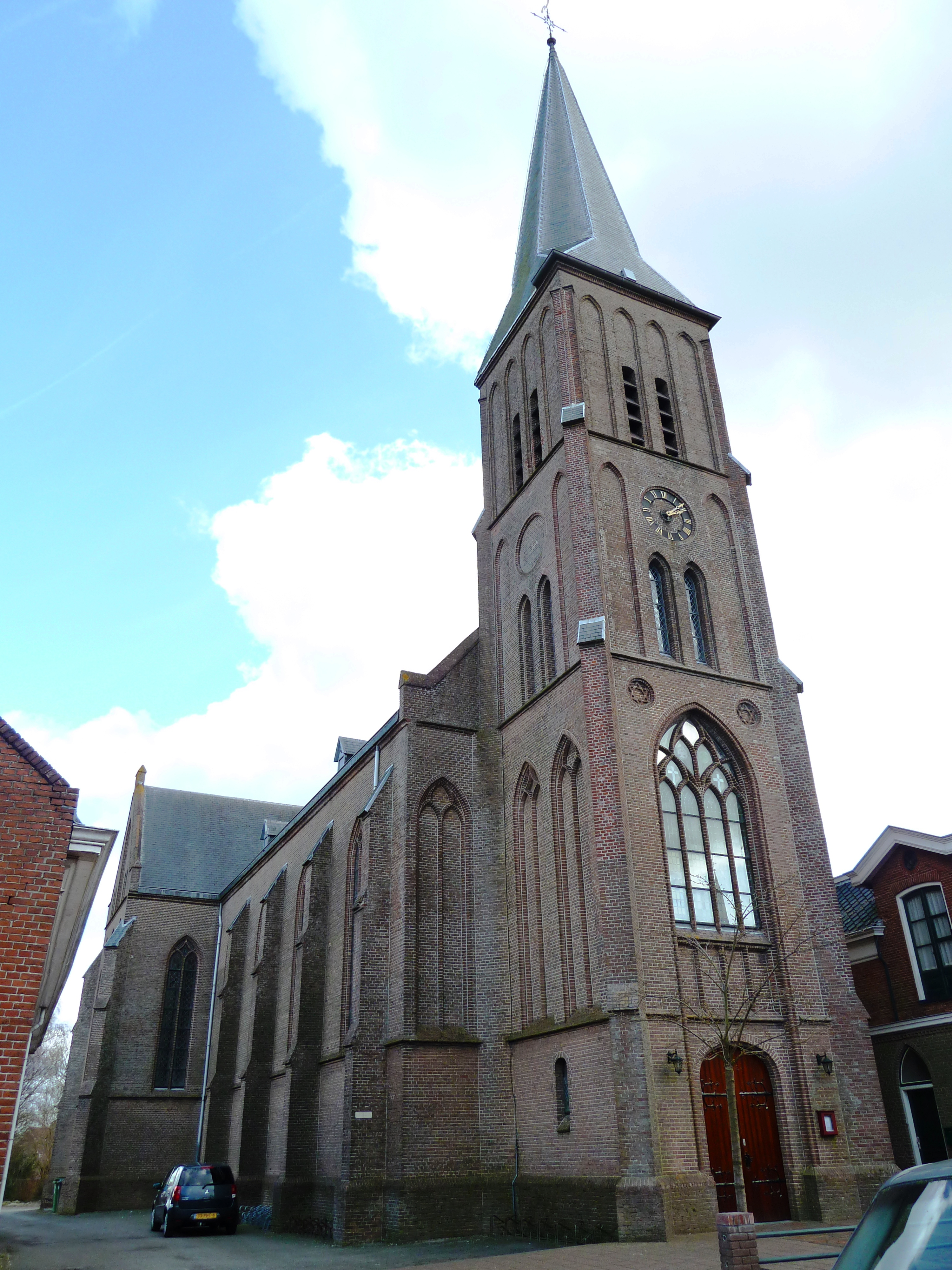
De rooms-katholieke Maria ten hemelopnemingkerk

De huidige hervormde Walfriduskerk werd in de 11e eeuw gesticht als bedevaartskerk van Sint-Walfridus, die in Bedum zou hebben geleefd en - samen met zijn zoon Radfridus - door de Noormannen zou zijn vermoord.
De Walfriduskerk had een belangrijke plaats in het kerkelijke leven van de Ommelanden. Aan de kerk waren in de 16e eeuw minstens vijf geestelijken verbonden. Volgens Ubbo Emmius was het een kapittelkerk. "Te Bedum bestond een college van kanunniken of, zoals men toe algemeen placht te zeggen, een collegiale kerk met ... een kerkgebouw dat in pracht de gewone plattelandskerk verre overtrof. Als belangrijkste priester van deze kerk werd altijd iemand benoemd die uitblonk door zijn afkomst of geleerdheid; zijn gezag onder het volk was groot en men koesterde hoge achting voor hem."
De parochierechten waren lange tijd in het bezit van het klooster Germania te Thesinge, dat ze in 1284 had verkregen. Het collatierecht van Bedum werd in de 16e eeuw echter betwist door de adellijke familie Ewsum, die een vooraanstaande rol in het kerkelijke leven vervulde. De Hoofdmannenkamer besliste in 1568 dat het klooster hierop geen aanspraak kon maken.
Opvallend aan de kerk is de scheve 11e-eeuwse toren in romaanse stijl. Deze toren staat schever dan die van Pisa: hij hangt 4,18° uit het lood versus de 3,97° van Pisa, vandaar ook de bijnaam De Scheve Toren. Hij is in ieder geval de scheefste van Nederland. In de 15e eeuw werd de kerk vergroot tot een tweebeukige gotische hallenkerk, die in de 16e eeuw werd uitgebreid met een groot koor met omgang ten behoeve van het kapittel van de kerk. Na de Reformatie is de kerk zwaar verminkt, onder meer door sloop van het koor en verlaging van de noorderbeuk. 

### Onze Lieve Vrouwe Hemelvaart
De rooms-katholieke kerk Onze Lieve Vrouwe Hemelvaart is een eenbeukige kruiskerk in neogotische stijl, gebouwd in 1880-1881 naar ontwerp van Alfred Tepe. 

### Goede Herderkerk
De gereformeerde Goede Herderkerk (of Noorderkerk) uit 1938 werd ontworpen door architect Egbert Reitsma in traditionalistische stijl.

### Maranathakerk
Na de verbouwing in 1966 is de naam van deze gereformeerde kerk gewijzigd van Oosterkerk in Maranathakerk.

### Martyriakerk
Gereformeerde kerk vrijgemaakt.

## Oude kerken

### Radfriduskerk
Een afzonderlijke kapel te Bedum, die was gewijd aan Radfridus, was nog in 1597 aanwezig, maar bleek in 1664 rijp voor sloop. Dit gebouw van 20 m lengte is in 1934 opgegraven.

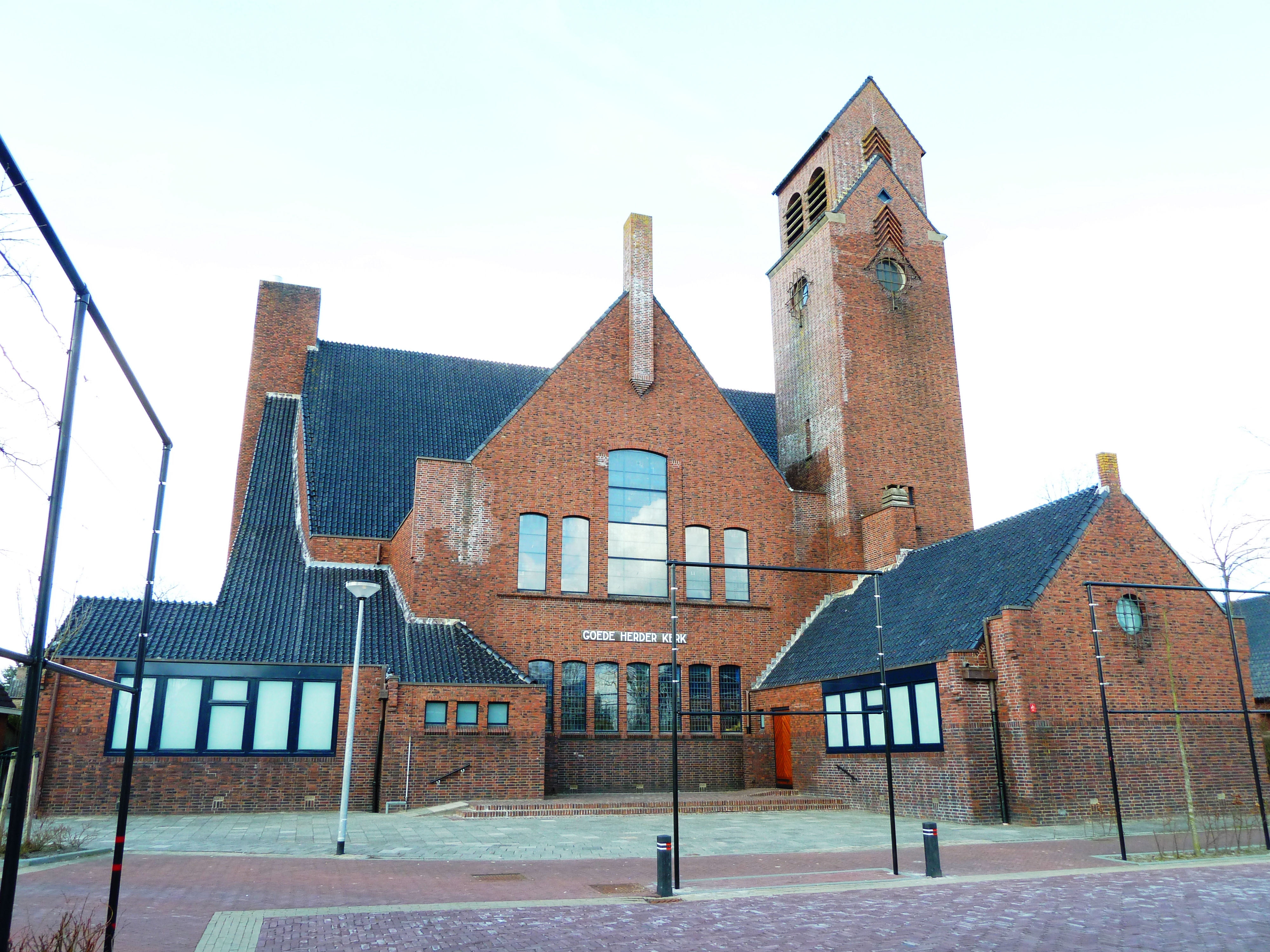
De gereformeerde Goede Herderkerk
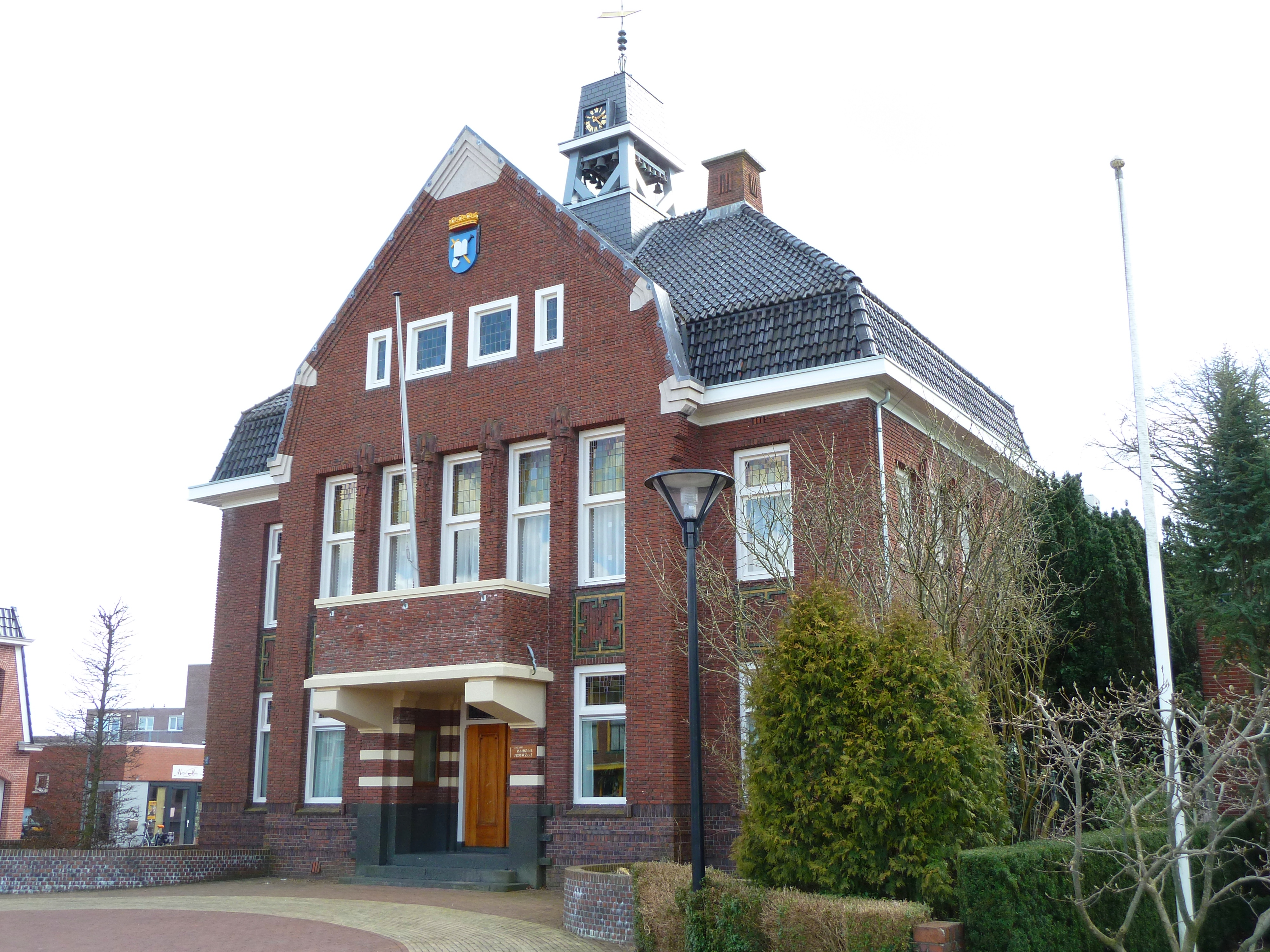
Oude gemeentehuis
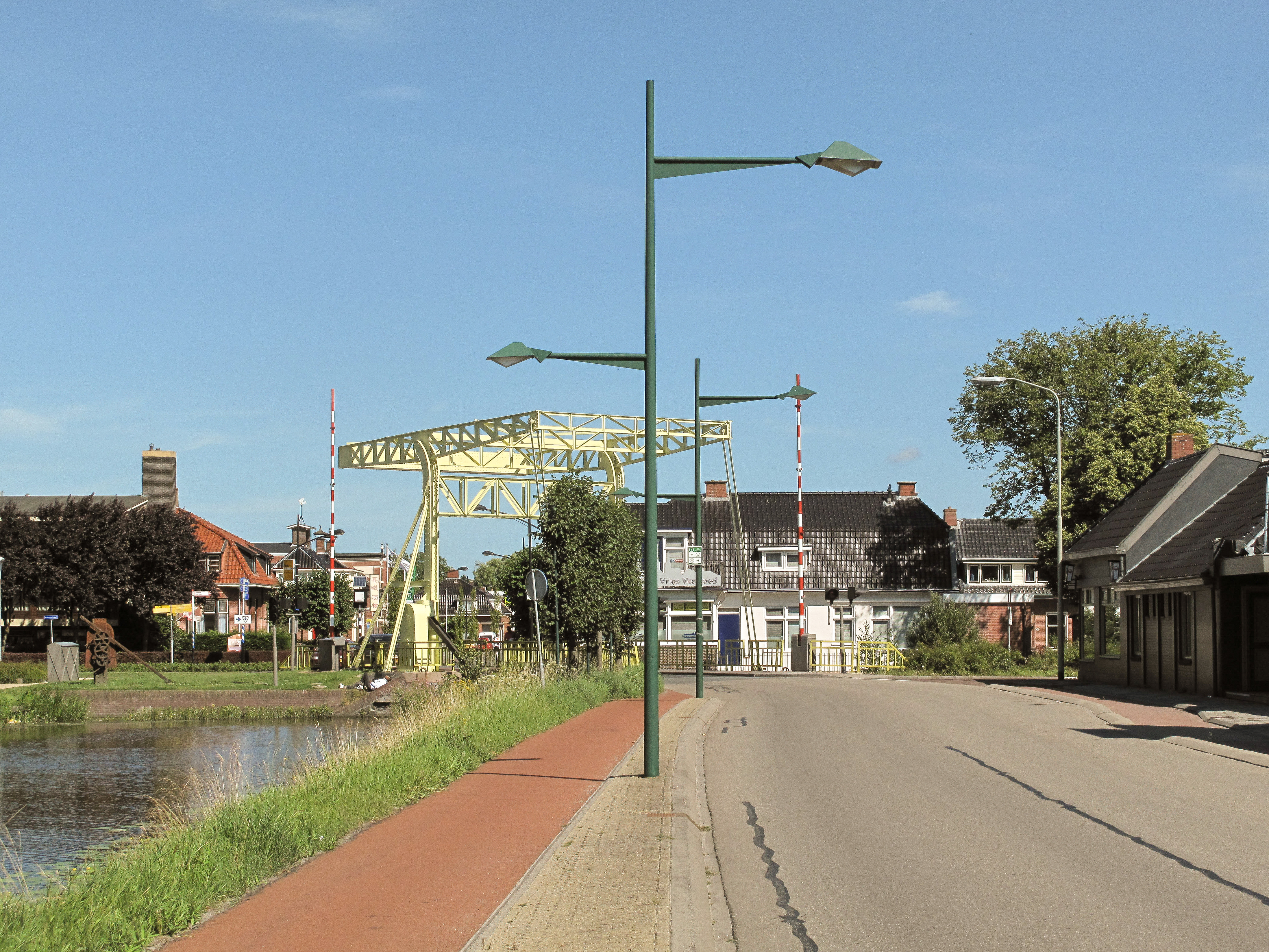
Zicht op brug de Gele Klap
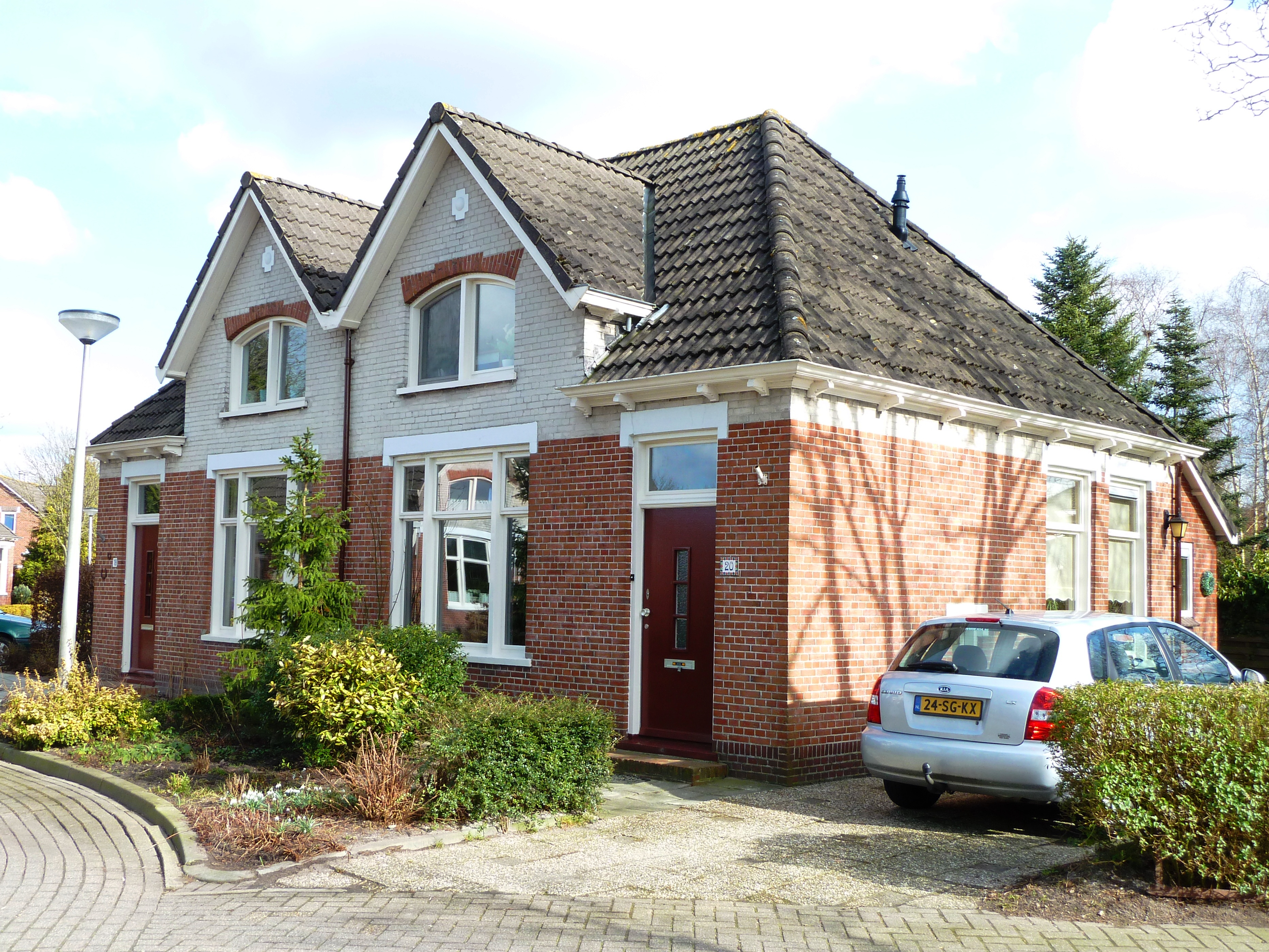
Een van de vier kenmerkende dubbele arbeiderswoningen aan het plantsoen aan de Walfriduslaan
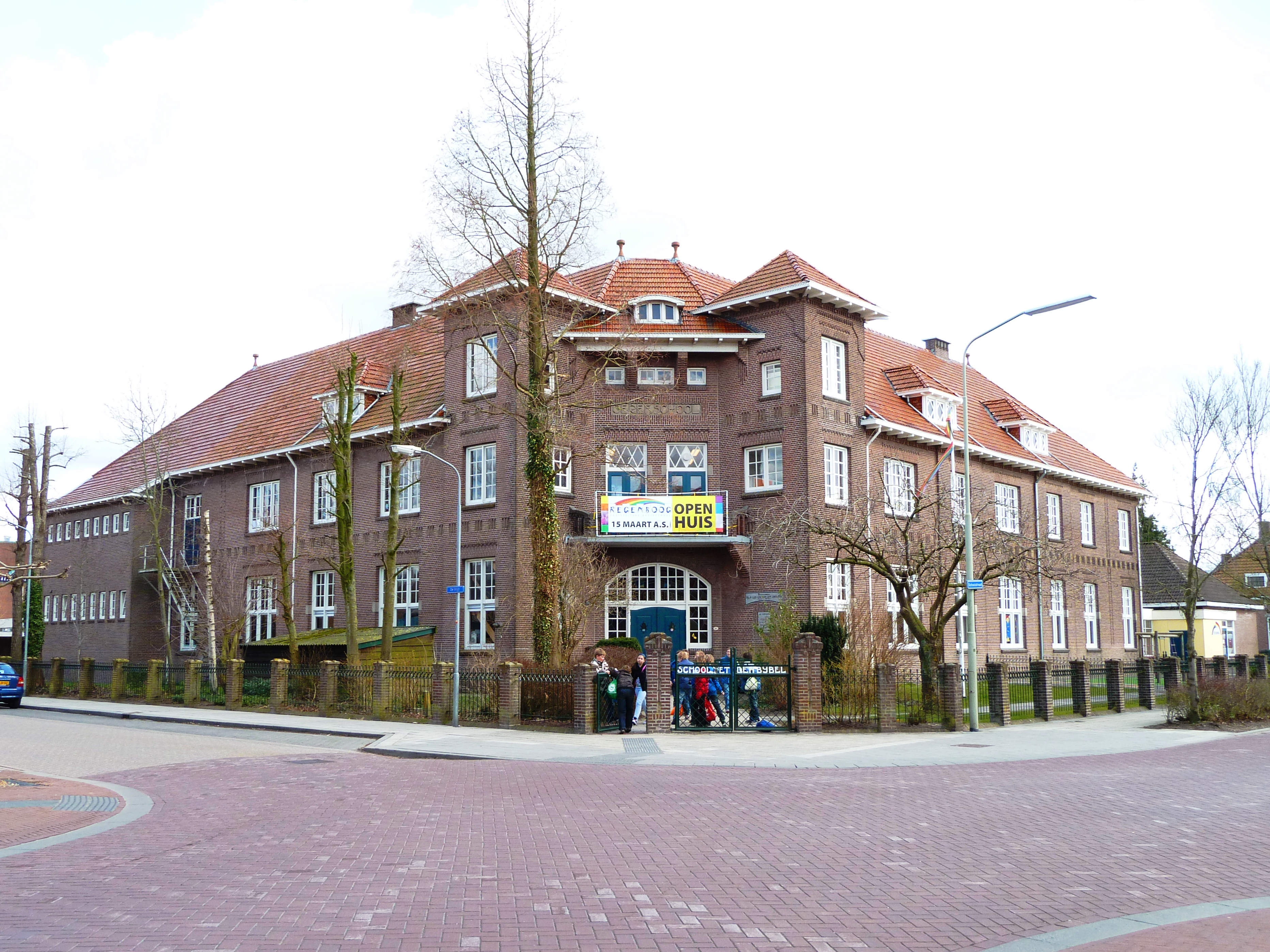
De grote gereformeerde School met den Bijbel
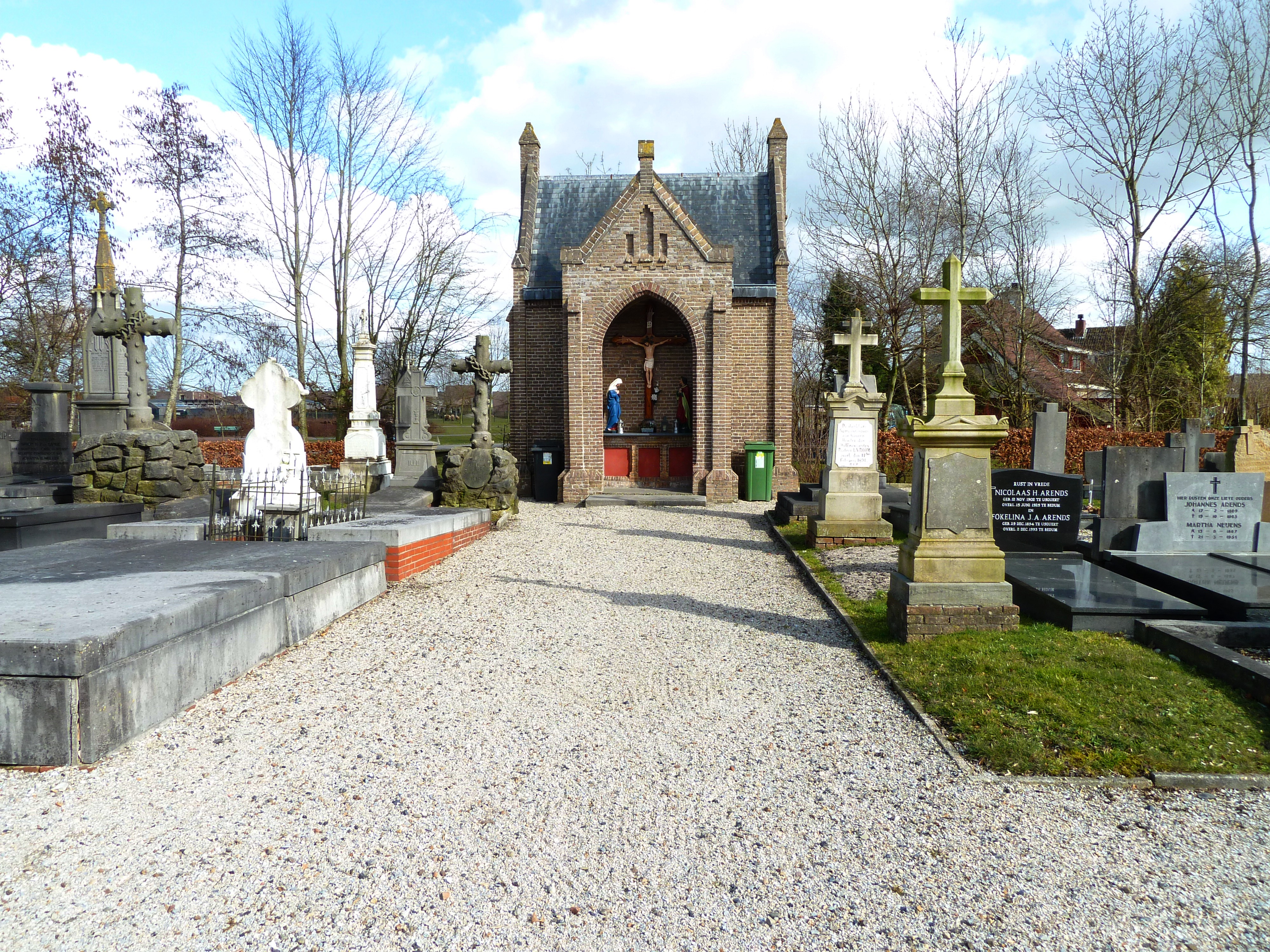
Rouwkapel op de rooms-katholieke begraafplaats
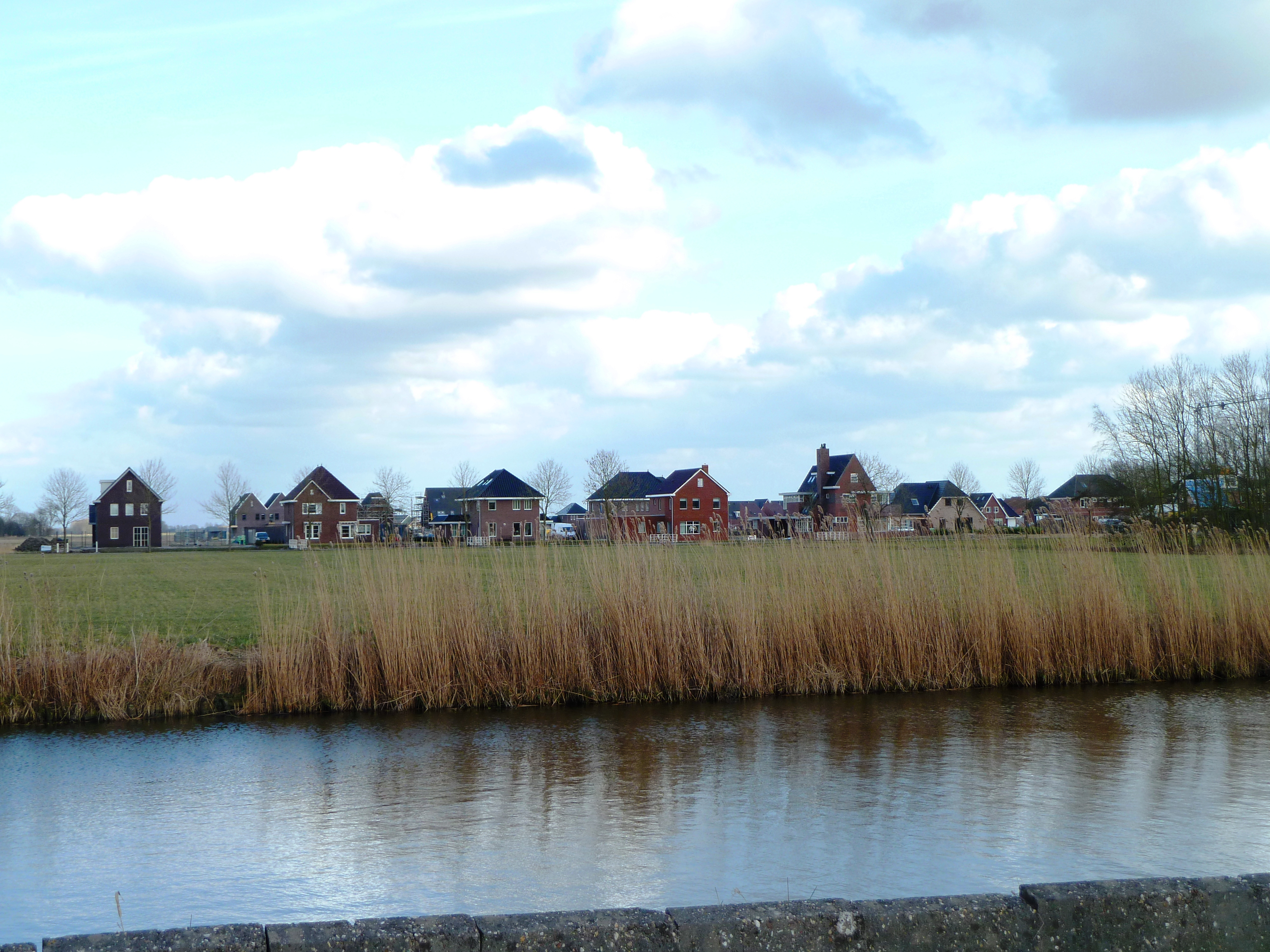
Huizen in nieuwbouwwijk Ter Laan 4 gezien over het Boterdiep
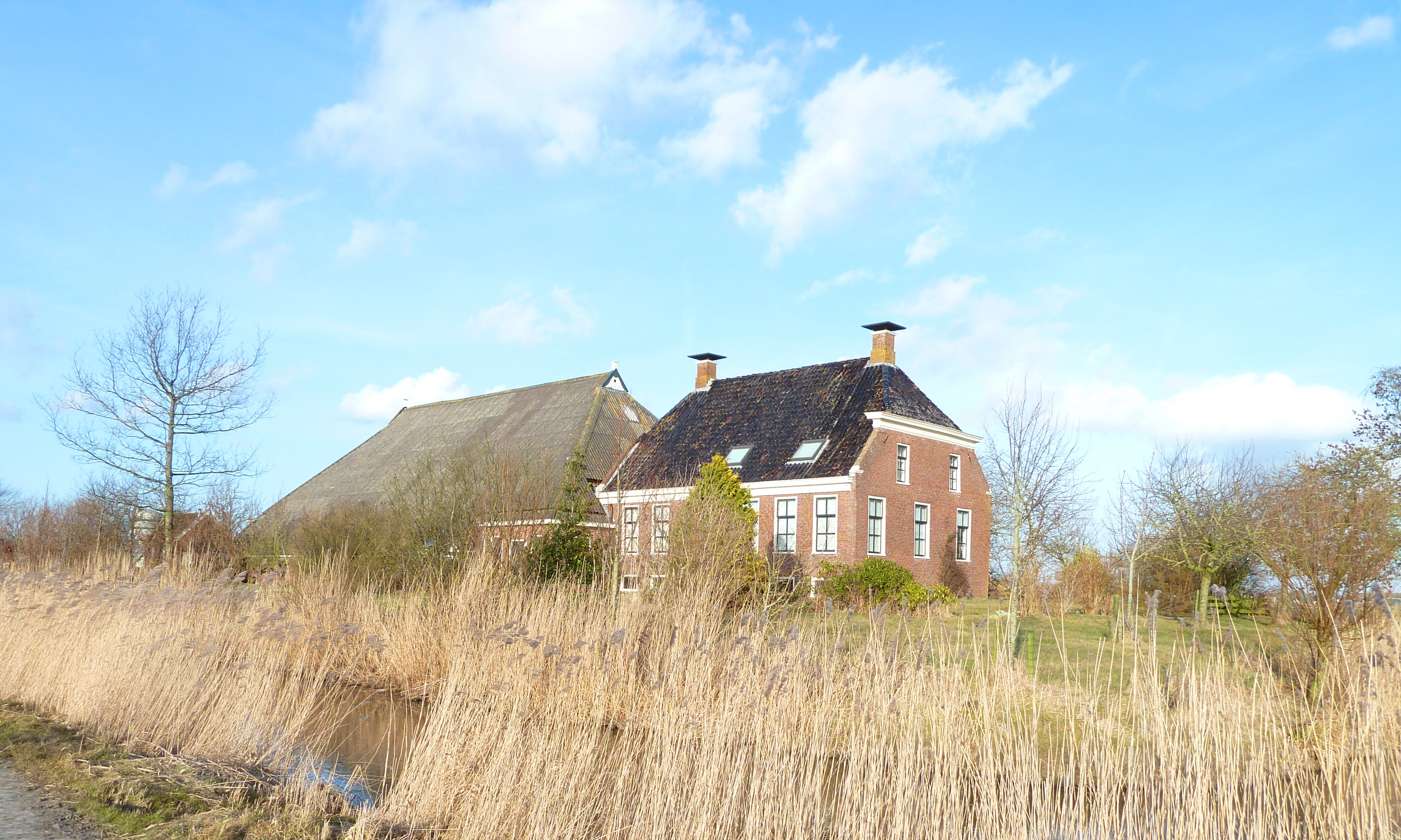
Boerderij Alma op de plaats van de vroegere heerd Alma
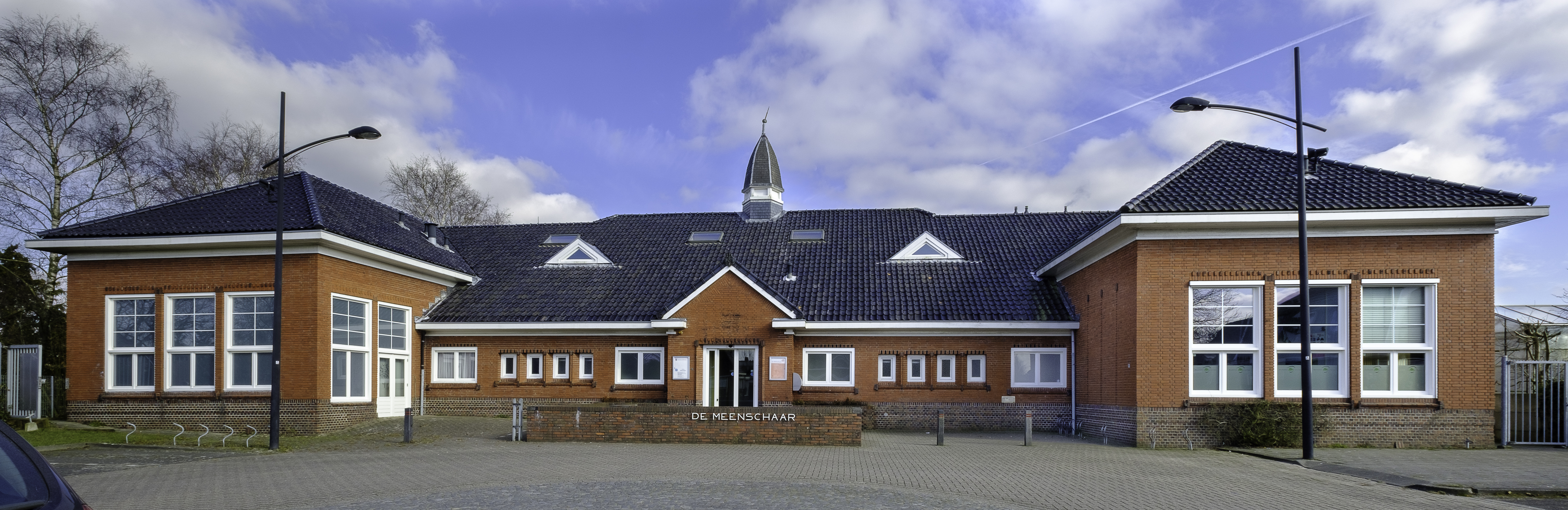
Activiteitencentrum De Meenschaar

## Geboren in Bedum
- Geert Reinders (1737-1815), immunologisch onderzoeker
- Lodewijk Wezeman (1868-1951), burgemeester
- Jan Mekel (1891-1942), hoogleraar geologie en verzetsstrijder
- Karst Zevenberg (1893-1960), architect
- Albert Wiersema (1895-1966), architect
- Bert Veldkamp (1921-2003), marineofficier, lid van de Raad van State
- Willem Hoekzema (1939), politicus
- Gert Hekma (1951-2022), socioloog
- Jolanda Langeland (1981), wedstrijdschaatsster
- Arjen Robben (1984), voetballer
- Foske Tamar van der Wal (1986), wedstrijdschaatsster